# Tooway

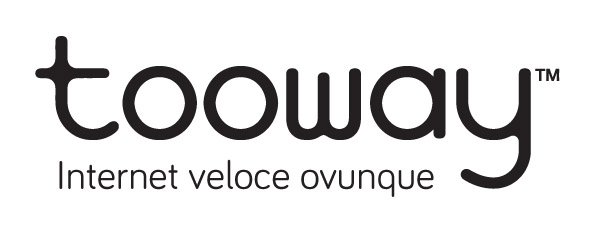
Logo del servizio tooway

Tooway è un servizio Internet a banda larga satellitare bidirezionale disponibile in tutta Europa. La prima versione del servizio è stata lanciata nel 2007 tramite due satelliti Eutelsat geostazionari, Hot Bird 6 ed Eurobird 3, rispettivamente orbitanti alla posizione di 13° e 33° Est.
Alla fine del 2010, Eutelsat ha lanciato KA-SAT, il primo satellite a larga banda Europeo ad operare in banda banda Ka. Il KA-SAT è stato posizionato al 9° Est, e fornisce accesso Internet e servizi di broadcasting in tutta Europa e nel Bacino del Mediterraneo. I servizi commerciali sono iniziati sul KA-SAT alla fine di Maggio 2011. I servizi Tooway su KA-SAT forniscono fino a 22 Mbit/s in downstream e fino a 6 Mbit/s in upstream.

## Servizi
Tooway fa uso del protocollo Internet su satellite per consentire ai clienti in Europa e nel Bacino del Mediterraneo di navigare con accesso ad Internet. Diversamente dai servizi che si appoggiano ad infrastrutture terrestri (come Internet via cavo ed ADSL) la connessione via satellite consente una maggiore copertura, spesso continentale.
Le tecnologie a banda larga senza fili terrestri sono concentrate sui centri delle aree urbane e lasciano i clienti al di fuori di tali aree con collegamenti a banda stretta o senza alcuna connessione.
I clienti non serviti e non soddisfatti sono stati stimati essere 30 milioni di nuclei familiari nel 2010.
I servizi Tooway operano su banda Ka e banda Ku tramite i satelliti geostazionari Eutelsat. Questo ha permesso una velocità di trasmissione di 3.6 Mbit/s in downstream e 384 kbit/s in upstream nel 2009. La differenziazione è fatta su consumo a volume per mese attraverso un massimale di traffico. Quando il consumo è al di sopra del massimale, il servizio rimane disponibile, ma a inferiore velocità.
Tooway fornisce anche un servizio Voice over IP per le telefonate tramite Internet.
Nella metà del 2011, l'uso commerciale del satellite KA-SAT con il sistema SurfBeam 2 di ViaSat ha consentito una maggiore velocità e volumi di traffico allo stesso prezzo sull'area Europea coperta. Essendo il satellite KA-SAT localizzato a 9°E, vicino al suo vicino di HOT BIRD TV, i servizi Internet possono essere combinati con i servizi di Digital Video Broadcasting utilizzando un'unica parabola con due LNB.
Questo significa che gli abbonati possono accedere alla TV via satellite senza ulteriori parabole.
Tooway offre anche servizi di IPTV con possibilità di Video on demand e funzioni di Videoregistratore digitale.

## Tecnologia
La tecnologia SurfBeam di ViaSat usa la banda Ka, che ha approssimativamente il doppio della frequenza della banda Ku. Ciò richiede un fascio più piccolo, che favorisce l'uso da parte dei clienti di terminali più piccoli.
|          | Uplink (da terra a satellite) | Downlink (da satellite a terra) |
| -------- | ----------------------------- | ------------------------------- |
| banda Ka | 27,5 GHz - 30,0 GHz           | 17,7 GHz - 20,2 GHz             |
| banda Ku | 12,75 GHz - 14,5 GHz          | 10,7 GHz - 12,75 GHz            |

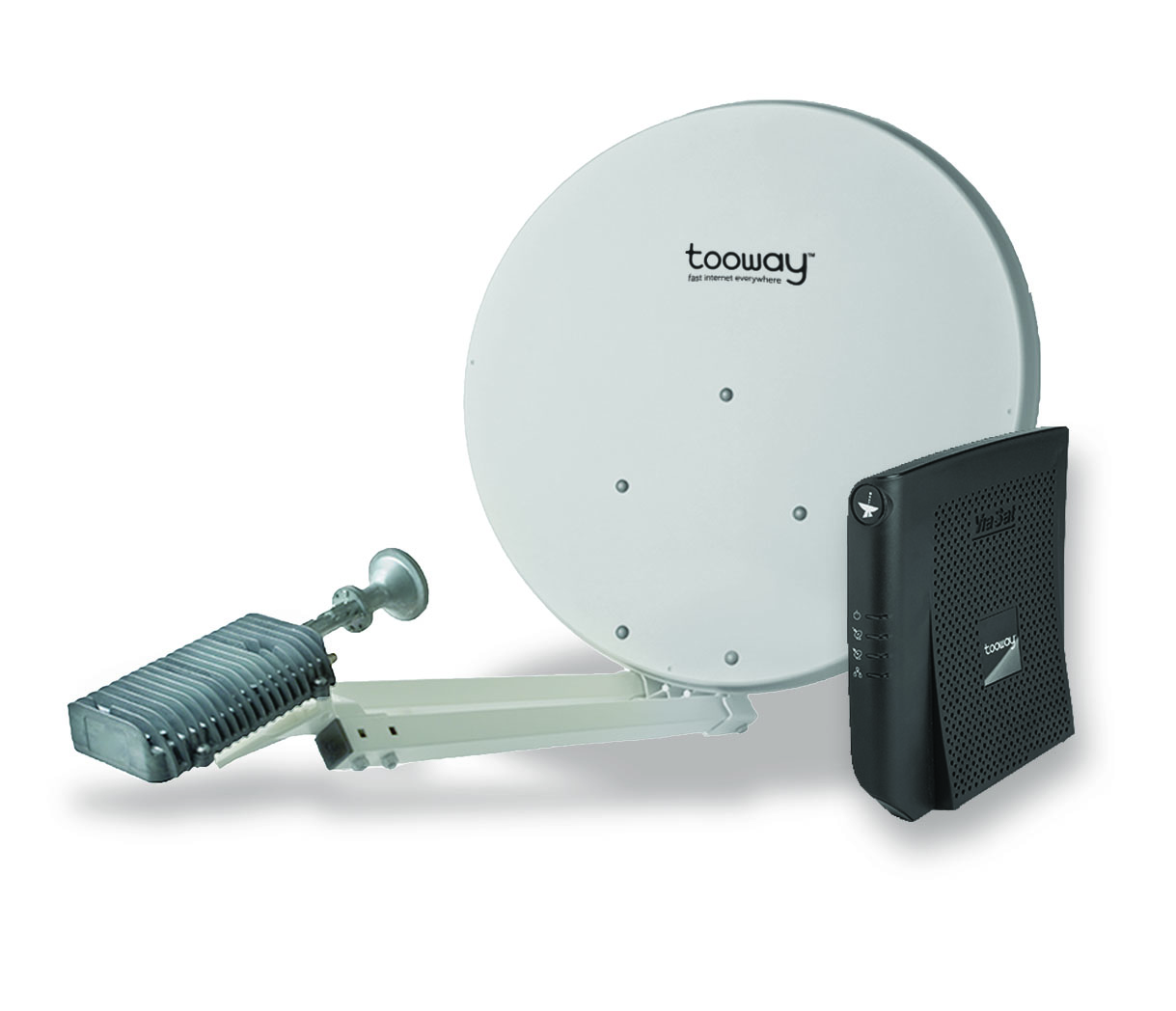
Antenna e modem per la ricezione via satellite del servizio tooway tramite KA-SAT in uso dal 2011

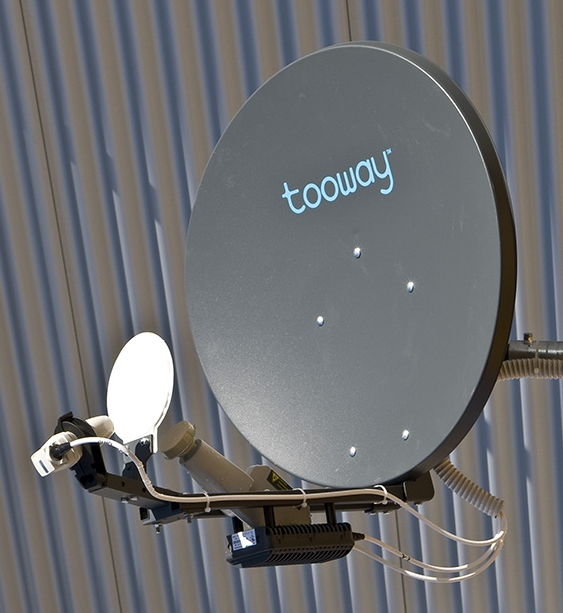
Vecchia antenna satellitare dual-band (per la ricezione di K_{a} e K_{u})

Fasci più piccoli consentono un uso della potenza del satellite inferiore e più efficiente sul forward link ed un guadagno su temperatura maggiore sul link di ritorno.
Fasci più piccoli proiettati al suolo formano delle celle più piccole, il che permette anche di avere più celle in una determinata area, aumentando il riuso delle frequenze.
La banda Ka è meno soggetta a interferenze rispetto alla Ku essendo utilizzata da un numero minore di satelliti.
Tooway ed il SurfBeam di ViaSat fanno uso delle tecnologie DVB-S2 Variable Coding and Modulation technologies.
La codifica e modulazione variabile ottengono delle condizioni di fading da ogni terminale ed adattano la codifica del segnale e la modulazione per ogni singola condizione dell'apparato ricevente. Questo consente una trasmissione efficiente per ogni terminale, senza degradare l'efficienza dell'intera rete. Un canale di ritorno sul terminale dell'utente finale si occuperà di inviare il cambiamento delle condizioni.
La tecnologia di codifica e modulazione variabile non richiede un canale di ritorno e non si adatta alle condizioni di fading in real-time. Invece, una efficienza statica vien definita per ogni terminale a seconda della disponibilità necessaria. Questo migliora l'efficienza della forma d'onda a differenza della codifica e modulazione costanti, che applicano il peggiore link budget sull'intero punto.
Il servizio IPTV utilizza la codifica video H.264 per la compressione dei dati. La compressione dei dati permette di trasmettere lo stesso video codificato in più risoluzioni o bit rate. Ad esempio, un programma ad alta definizione può essere ricevuto da un terminale in eccellenti condizioni meteerologiche e, qualora le telecomunicazioni siano inferiori, sarà effettuato uno switching automatico al bitrate inferiore, garantendo comunque la ricezione della trasmissione.

## Equipaggiamento richiesto per la ricezione

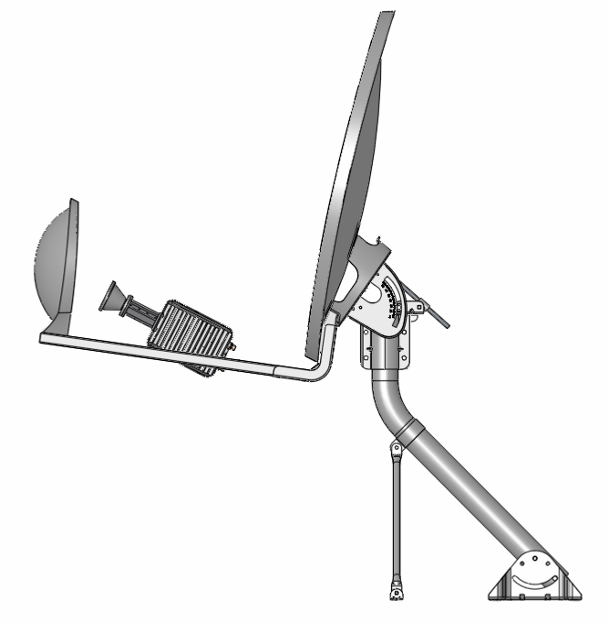
L'antenna per la ricezione delle bande K_{a} e K_{u} (ODU)

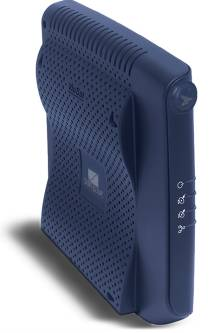
Il modem satellitare (IDU)

L'equipaggiamento ricevente comprende una unità esterna (ODU) ed una unità interna (IDU).
L'ODU è una antenna parabolica fabbricata da ViaSat di circa 60–70 cm di diametro.
Il SurfBeam di ViaSat utilizza un sotto-riflettore a selezione di frequenza che consente di riflettere solo un range di frequenze, restando trasparente alle altre. Questa funzionalità permette la ricezione sia dei servizi interattivi in banda Ka che il broadcasting dei servizi (DTH) in Ku con la stessa ODU.
L'IDU è un modem satellitare che fornisce una connessione Ethernet di tipo plug-and-play tramite DHCP. La versione corrente è fabbricata da ViaSat. Un eventuale router WiFi può esser collegato per fornire connettività Wi-Fi. Non sono richiesti software da installare sul computer.  Cambiamenti recenti del software (metà 2012) hanno disabilitato il DHCP nel modem, per cui il cliente dovrà utilizzare il proprio server DHCP se vuole utilizzare più di una periferica per la connessione ad internet.
Indicatori LED sul modem informano della ricezione del satellite e dello stato della connessione (trasmissione e ricezione), insieme alle altre attività di rete.
L'IDU è collegato all'ODU utilizzando due cavi coassiali.

## Performance
I pacchetti, chiamati Tooway 10, 16, 25, 40 e Infinite, sono stati resi inizialmente disponibili in Italia, Francia, Spagna, Germania e nel Regno unito nel Febbraio 2013, offrendo fino a 22 Mbit/s di banda ed un upstream fino a 6 Mbit/s (eccetto il servizio entry-level). I pacchetti sono stati resi poi pubblici verso le altre nazioni Europee nel 2013. Il pacchetto entry-level consente un bit-rate in downstream di 2 Mbit/s e 1 Mbit/s con un massimale mensile di 2GB.
Il round-trip time (ovvero la latenza) dovuto alle comunicazioni satellitari deriva dal doppio salto tra terra e spazio. Tutte le comunicazioni viaggiano alla velocità della luce dal terminale a terra fino al satellite in orbita geostazionaria (35 786 km), poi nuovamente dallo spazio al service provider Eutelsat, e vengono finalmente diretti verso la rete Internet. A causa di questi salti, la latenza è di circa mezzo secondo, che dev'essere raddoppiata nel caso di protocolli Internet quali ad esempio il TCP che richiedono un ACK di risposta.
Tali considerazioni non consentono l'uso di applicazioni in real-time quali ad esempio giochi e comunicazioni in tempo reale. Sebbene sia raccomandato che il round-trip non sia maggiore di 100ms per una comunicazione chiara via VoIP, quest'ultimo può essere utilizzato fermo restando le complicazioni che ne derivano dall'applicazione via satellite.